# Гюверджинтепе
Гюверджинтепе (на турски: Güvercintepe; на гръцки: Άγιος Γεώργιος, Агиос Георгиос) е квартал на Истанбул, разположен в околия Башакшехир.

## Личности
Родени в Гюверджинтепе
- Герман Анастасиадис (1870 – ?), гръцки духовник